# Mathieu Lamoulie

a Compétitions nationales et continentales officielles uniquement.

b Matchs officiels uniquement.
Dernière mise à jour le 27 août 2022.
Mathieu Lamoulie, né le 7 août 1990 à Marmande (Lot-et-Garonne), est un joueur français de rugby à XV. Il évolue au poste d'arrière au SU Agen.

## Biographie
Son père, Joël, a joué seconde ou troisième ligne à Casteljaloux, Mathieu Lamoulie y fait donc ses débuts puis il intègre le SU Agen.
En 2009, il est champion de France Crabos avec le SU Agen.
En 2016, il signe une prolongation de son contrat avec le SU Agen,,.
En 2017, il signe une prolongation de deux saisons avec le SU Agen,.
En 2018, il signe une prolongation de trois saisons avec le SU Agen.
En 2024, il poursuit l'aventure du rugby en Nationale 2 avec l'AS Fleurance (32).

### Vie privée
Il se marie en mai 2019.

## Style de jeu
Mathieu Lamoulie est un joueur polyvalent, il peut aussi bien jouer au centre, à l'arrière ou à l'ouverture.